# Bruno Volpi
Bruno Volpi (Quilmes, 23 giugno 1993) è un calciatore argentino, attaccante dell'Ituzaingó.

## Carriera
Ha giocato nella massima serie honduregna. Inoltre, conta 3 presenze nella fase finale della CONCACAF League.

## Statistiche

### Presenze e reti nei club
Statistiche aggiornate al 7 dicembre 2021.
| Stagione        | Squadra         | Campionato      | Campionato | Campionato | Coppe nazionali | Coppe nazionali | Coppe nazionali | Coppe continentali | Coppe continentali | Coppe continentali | Altre coppe | Altre coppe | Altre coppe | Totale | Totale |
| Stagione        | Squadra         | Comp            | Pres       | Reti       | Comp            | Pres            | Reti            | Comp               | Pres               | Reti               | Comp        | Pres        | Reti        | Pres   | Reti   |
| --------------- | --------------- | --------------- | ---------- | ---------- | --------------- | --------------- | --------------- | ------------------ | ------------------ | ------------------ | ----------- | ----------- | ----------- | ------ | ------ |
| 2018-2019       | San Miguel      | PBM             | 25         | 1          |                 | -               | -               |                    | -                  | -                  |             | -           | -           | 25     | 1      |
| lug.-dic. 2019  | Platense        | LN              | 17         | 7          |                 | -               | -               |                    | -                  | -                  |             | -           | -           | 17     | 7      |
| gen.-mag. 2020  | Marathón        | LN              | 13         | 4          |                 | -               | -               |                    | -                  | -                  |             | -           | -           | 13     | 4      |
| 2020-gen. 2021  | Marathón        | LN              | 19         | 7          |                 | -               | -               | CL                 | 3                  | 0                  |             | -           | -           | 22     | 7      |
| Totale Marathón | Totale Marathón | Totale Marathón | 32         | 11         |                 | -               | -               |                    | 3                  | 0                  |             | -           | -           | 35     | 11     |
| 2021-2022       | Lorca Deportiva | TDR             | 13         | 6          |                 | -               | -               |                    | -                  | -                  |             | -           | -           | 13     | 6      |
| Totale carriera | Totale carriera | Totale carriera | 87         | 25         |                 | -               | -               |                    | 3                  | 0                  |             | -           | -           | 90     | 25     |